# Mytilopsis sallei
Mytilopsis sallei is een tweekleppigensoort uit de familie van de Dreissenidae. De wetenschappelijke naam van de soort is voor het eerst geldig gepubliceerd in 1849 door Récluz.